# Coupe du monde masculine de hockey sur gazon 1982
Navigation
Édition précédente Édition suivante
La 5e édition de la coupe du monde de hockey sur gazon a lieu du 29 décembre 1981 au 12 janvier 1982 à Bombay en Inde.

## Tour préliminaire

### Poule A
| Équipe               | PJ | V | N | D | BP | BC | Diff | Pts |
| -------------------- | -- | - | - | - | -- | -- | ---- | --- |
| Pakistan             | 5  | 5 | 0 | 0 | 31 | 9  | 22   | 10  |
| Allemagne de l'Ouest | 5  | 3 | 1 | 1 | 13 | 10 | 3    | 7   |
| Pologne              | 5  | 2 | 0 | 3 | 7  | 11 | −4   | 4   |
| Nouvelle-Zélande     | 5  | 2 | 0 | 3 | 10 | 19 | −9   | 4   |
| Espagne              | 5  | 1 | 1 | 3 | 6  | 10 | −4   | 3   |
| Argentine            | 5  | 1 | 0 | 4 | 9  | 17 | −8   | 2   |

### Poule B
| Équipe     | PJ | V | N | D | BP | BC | Diff | Pts |
| ---------- | -- | - | - | - | -- | -- | ---- | --- |
| Australie  | 5  | 5 | 0 | 0 | 13 | 5  | 8    | 10  |
| Pays-Bas   | 5  | 3 | 1 | 1 | 17 | 11 | 6    | 7   |
| Inde       | 5  | 3 | 0 | 2 | 21 | 12 | 9    | 6   |
| URSS       | 5  | 0 | 3 | 2 | 9  | 15 | −6   | 3   |
| Angleterre | 5  | 1 | 1 | 3 | 6  | 13 | −7   | 3   |
| Malaisie   | 5  | 0 | 1 | 4 | 5  | 15 | −10  | 1   |

## Phase finale
|  | Demi-finales         | Demi-finales         |                        |      | Finale          | Finale          |
|  | Demi-finales         | Demi-finales         |                        |      | Finale          | Finale          |
|  |                      |                      |                        |      |                 |                 |
|  | 10 janvier 1982      | 10 janvier 1982      |                        |      | 12 janvier 1982 | 12 janvier 1982 |
|  | 10 janvier 1982      | 10 janvier 1982      |                        |      | 12 janvier 1982 | 12 janvier 1982 |
|  | Pakistan             | 4                    |                        |      | 12 janvier 1982 | 12 janvier 1982 |
|  | Pakistan             | 4                    |                        |      | 12 janvier 1982 | 12 janvier 1982 |
|  | Pays-Bas             | 2                    |                        |      | 12 janvier 1982 | 12 janvier 1982 |
|  | Pays-Bas             | 2                    | Pakistan               | 3    |                 |                 |
|  | 10 janvier 1982      |                      | Pakistan               | 3    |                 |                 |
|  |                      | Allemagne de l'Ouest | 1                      |      |                 |                 |
|  | Allemagne de l'Ouest | Allemagne de l'Ouest | 1                      | 3(8) |                 |                 |
|  | Allemagne de l'Ouest |                      |                        | 3(8) |                 |                 |
|  | Australie            | 3(5)                 |                        |      |                 |                 |
|  | Australie            | 3(5)                 | Match pour la 3e place |      |                 |                 |
|  |                      |                      |                        |      |                 |                 |
|  | 12 janvier 1982      |                      |                        |      |                 |                 |
|  |                      |                      |                        |      |                 |                 |
|  | Pays-Bas             | 4                    |                        |      |                 |                 |
|  | Pays-Bas             | 4                    |                        |      |                 |                 |
|  | Australie            | 2                    |                        |      |                 |                 |
|  | Australie            | 2                    |                        |      |                 |                 |

### Nombre d'équipes par confédération et par tour
| Confédération | Phase de groupes                                                | Demi-finales                    | Finale (dont champion) |
| ------------- | --------------------------------------------------------------- | ------------------------------- | ---------------------- |
| OHF           | 2 Nouvelle-Zélande Australie                                    | 1 Australie                     | 1(0) Australie         |
| EHF           | 6 Allemagne de l'Ouest Pologne Espagne Pays-Bas URSS Angleterre | 2 Allemagne de l'Ouest Pays-Bas | 1(1) Pays-Bas          |
| AHF           | 3 Pakistan Inde Malaisie                                        | 1 Pakistan                      | aucun                  |
| PAHF          | 1 Argentine                                                     | aucun                           | aucun                  |
| AfHF          | aucun                                                           | aucun                           | aucun                  |
| Total         | 12                                                              | 4                               | 2 (1)                  |